# Джеймс, Диана
Диана Мартин Джеймс (англ. Diane Martine James; род. 20 ноября 1959, Бедфорд) — британский политик, один из четырёх членов Европейского парламента от Партии независимости Соединённого Королевства.

## Биография
Родилась в Бедфорде в 1959 году в семье инженера и домохозяйки.
Окончила Рочестерскую гимназию и Университет Западного Лондона.
Более 30 лет работала в сфере здравоохранения.
На выборах 2013 года заняла в Истли второе место, получив 27,8 % голосов.
В 2014 году была избрана в Европейский парламент.
16 сентября 2016 года избрана лидером Партии независимости. Через 18 дней ушла в отставку, а 21 ноября 2016 года объявила о выходе из партии.

## Взгляды
От прочих британских политиков[прояснить] отличается доброжелательным отношением к России и президенту Путину, которого «уважает» как «очень националистичного» и «сильного лидера».